# Lispund
Lispund i äldre tid vanligen förkortat L men ibland även lisp. (Fsv. lifspund, mlat. liuonicum talentum, da. liespund, ty. Liespfund, egentligen "liviskt pund"), ett i Skandinavien, norra Tyskland och östersjöprovinserna förr brukligt viktmått, vanligen 1/20 av ett skeppund och indelat i 20 skålpund. I Sverige avlystes denna vikt genom kungliga stadgan 31 januari 1855, men fortsatte att användas av gemene man i handeln.
I Sverige var:
- 1 lispund viktualievikt = 1/20 skeppund = 20 skålpund =  8,506 kg
- 1 lispund bergsvikt = 7,518 kg
- 1 lispund uppstadsvikt = 7,162 kg
- 1 lispund stapelstads- eller järnvikt = 6,804 kg

Forbönderna som fraktade stångjärn från Bergslagen till närmaste uppstad tog emot efter bergslagsvikt, men behövde bara lämna efter uppstadsvikt. Skillnaden var det järn, som bonden fick behålla som körlega. Uppstaden fungerade som omlastningscentral.
När stångjärnet  i uppstaden togs emot av en ny transportör för vidare transport till stapelstaden innehöll den järn efter uppstadsvikt, men behövde bara levereras efter stapelstadsvikt, när järnet var framme i stapelstaden. Prisökningen som betingades av transportkostnaderna togs alltså ut genom att transportörerna sålde flera och mindre viktenheter än de hade köpt.